# Felgenhorn
Das Felgenhorn ist der nach außen oder innen gebogene oder verdickte Rand einer Fahrzeugfelge.
Beim Fahrrad verhilft der nach innen verdickte oder umgebördelte Rand der Felge dem Mantel zu einem sicheren Halt in einer definierten Position, sofern dieser über einen entsprechenden Wulst verfügt.
Beim PKW dient der nach außen gebogene Rand der Befestigung der Auswuchtgewichte. Die Auswuchtgewichte werden von außen angeklemmt und sind auf die Hornform abgestimmt. Als Alternative zur Befestigung am Felgenhorn gibt es Klebegewichte. Diese werden oft aus Designgründen genutzt. Felgenhörner gibt es u. a. in den Ausführungen J,  H, P, K, JK. Die Form J, entspricht einer Höhe von 17,3 mm und ist die gängigste Ausführung bei PKW. Ihre genaue Ausführung ist in der DIN 7817 geregelt.

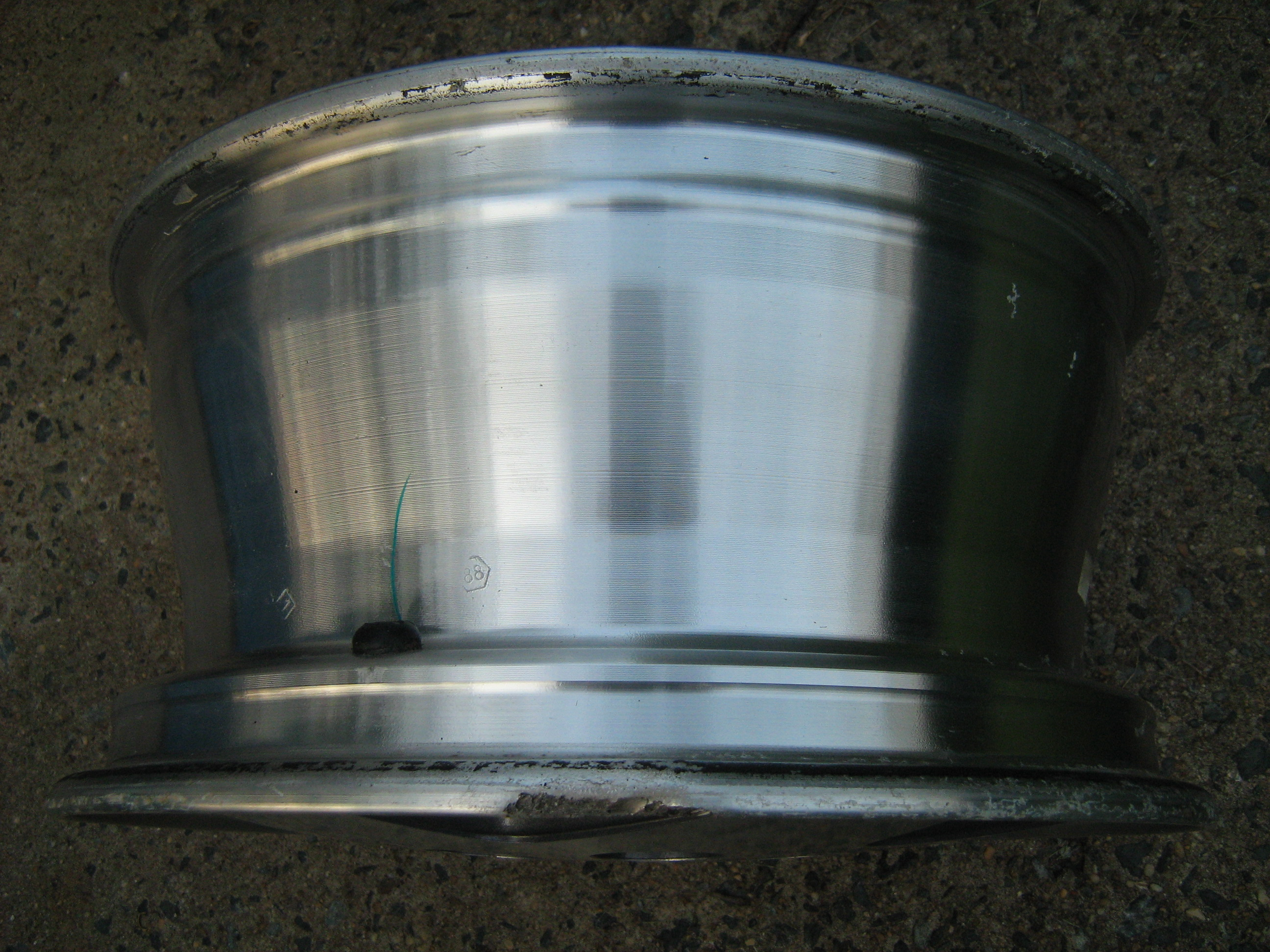
PKW-Felge mit Tiefbett und sichtbarem Autoventil. Felgenhörner mit Gummi-Abrieb. Am äußeren Felgenhorn ist eine Beschädigung erkennbar.
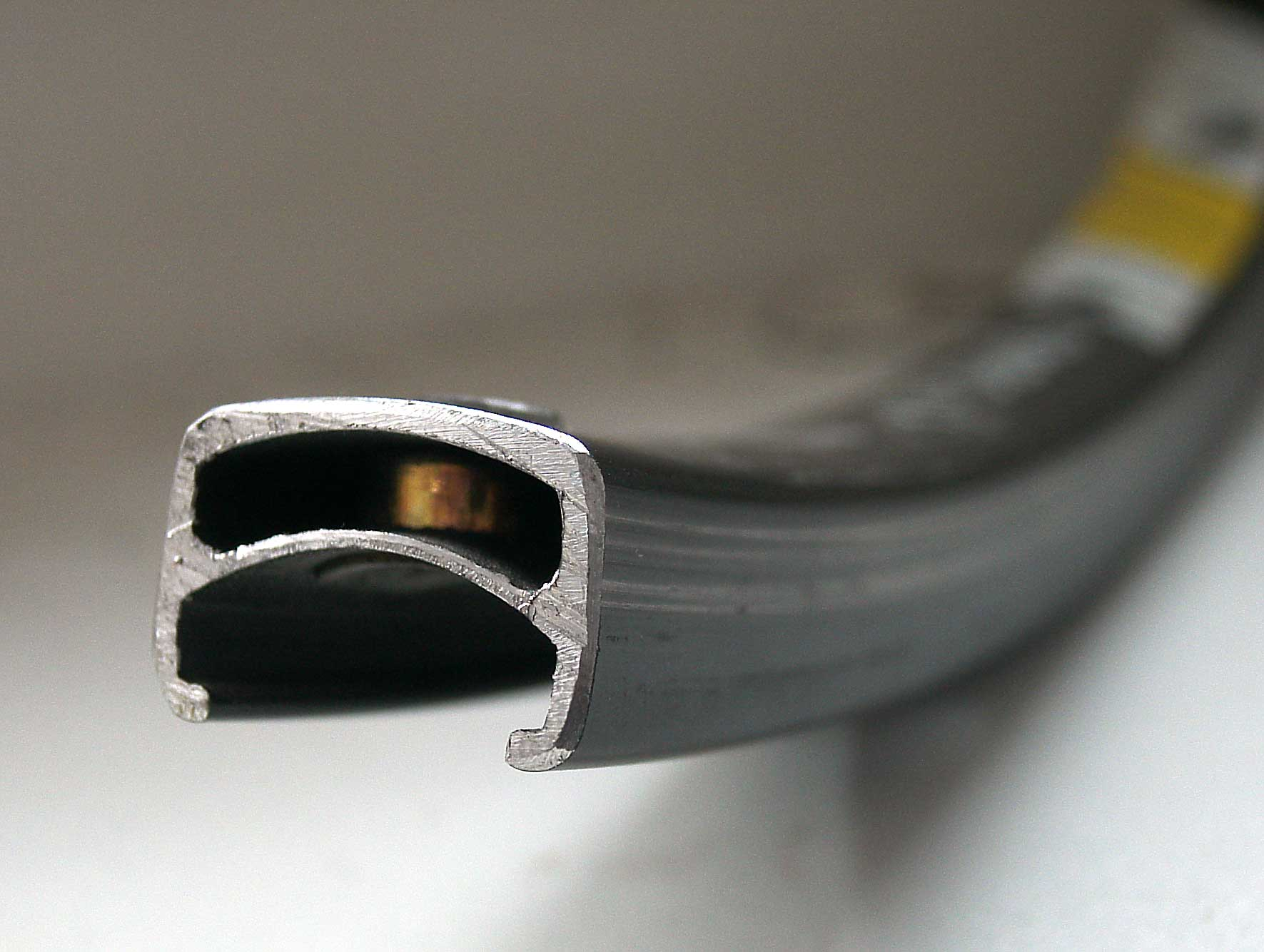
Schnitt durch Fahrradfelge, Felgenhörner nach unten gerichtet